# Джеффрі-Сіті (Вайомінг)
Джеффрі-Сіті (англ. Jeffrey City) — переписна місцевість (CDP) в США, в окрузі Фремонт штату Вайомінг. Населення — 47 осіб (2020).

## Географія
Джеффрі-Сіті розташоване за координатами 42°28′54″ пн. ш. 107°49′37″ зх. д. / 42.48167° пн. ш. 107.82694° зх. д. (42.481729, -107.826999).  За даними Бюро перепису населення США в 2010 році переписна місцевість мала площу 73,81 км², з яких 73,39 км² — суходіл та 0,42 км² — водойми.

### Клімат
| Клімат : Джеффрі-Сіті | Клімат : Джеффрі-Сіті | Клімат : Джеффрі-Сіті | Клімат : Джеффрі-Сіті | Клімат : Джеффрі-Сіті | Клімат : Джеффрі-Сіті | Клімат : Джеффрі-Сіті | Клімат : Джеффрі-Сіті | Клімат : Джеффрі-Сіті | Клімат : Джеффрі-Сіті | Клімат : Джеффрі-Сіті | Клімат : Джеффрі-Сіті | Клімат : Джеффрі-Сіті | Клімат : Джеффрі-Сіті |
| Показник              | Січ.                  | Лют.                  | Бер.                  | Квіт.                 | Трав.                 | Черв.                 | Лип.                  | Серп.                 | Вер.                  | Жовт.                 | Лист.                 | Груд.                 | Рік                   |
| Середній максимум, °C | −0,1                  | 1,3                   | 6,9                   | 12,6                  | 18,2                  | 24,2                  | 29,4                  | 28,5                  | 22,4                  | 14,7                  | 5,6                   | −0,4                  | 13,6                  |
| Середній мінімум, °C  | −13,1                 | −12,1                 | −7,2                  | −3,3                  | 1,4                   | 6,1                   | 9,7                   | 8,9                   | 3,4                   | −2,2                  | −8,1                  | −13                   | −2,4                  |
| Норма опадів, мм      | 8                     | 11                    | 21                    | 32                    | 48                    | 30                    | 23                    | 15                    | 21                    | 24                    | 15                    | 11                    | 259                   |
| --------------------- | --------------------- | --------------------- | --------------------- | --------------------- | --------------------- | --------------------- | --------------------- | --------------------- | --------------------- | --------------------- | --------------------- | --------------------- | --------------------- |
| Джерело: NOAA         |                       |                       |                       |                       |                       |                       |                       |                       |                       |                       |                       |                       |                       |

## Демографія
Згідно з переписом 2010 року, у переписній місцевості мешкало 58 осіб у 34 домогосподарствах у складі 16 родин. Густота населення становила 1 особа/км².  Було 84 помешкання (1/км²).
Расовий склад населення:
| - 96,6 % — білих - 1,7 % — корінних американців |

До двох чи більше рас належало 1,7 %. Частка іспаномовних становила 0,0 % від усіх жителів.
За віковим діапазоном населення розподілялося таким чином: 3,4 % — особи молодші 18 років, 74,2 % — особи у віці 18—64 років, 22,4 % — особи у віці 65 років та старші. Медіана віку мешканця становила 57,5 року. На 100 осіб жіночої статі у переписній місцевості припадало 190,0 чоловіків;  на 100 жінок у віці від 18 років та старших — 180,0 чоловіків також старших 18 років.
Цивільне працевлаштоване населення становило 0 осіб. 